# Чемпіонат світу з футболу 2026 (кваліфікаційний раунд, УЄФА, група A)
Група A кваліфікації УЄФА Чемпіонату світу з футболу 2026 — одна з 12 груп УЄФА у  кваліфікації чемпіонату світу для визначення команд, які пройдуть до чемпіонату світу 2026. Група A складається з 4 команд: Німеччини, Словаччини, Північної Ірландії і Люксембургу. Команди зіграють одна з одною вдома та на виїзді за круговою системою.
Матчі відбудуться з 4 вересня по 17 листопада 2025 року.
Переможець групи потрапить напряму до чемпіонату світу, а 2-е місце пройде до другого раунду (плей-оф).

## Турнірна таблиця
| Поз | Команда           | І | В | Н | П | ГЗ | ГП | РГ | О | Кваліфікація                         |        | Німеччина | Словаччина | Північна Ірландія | Люксембург |
| --- | ----------------- | - | - | - | - | -- | -- | -- | - | ------------------------------------ | ------ | --------- | ---------- | ----------------- | ---------- |
| 1   | Німеччина (X)     | 0 | 0 | 0 | 0 | 0  | 0  | 0  | 0 | Кваліфікація на чемпіонат світу 2026 |        | —         | 17 лис     | 7 вер             | 10 жов     |
| 2   | Словаччина        | 0 | 0 | 0 | 0 | 0  | 0  | 0  | 0 | Вихід до плей-оф                     |        | 4 вер     | —          | 14 лис            | 13 жов     |
| 3   | Північна Ірландія | 0 | 0 | 0 | 0 | 0  | 0  | 0  | 0 |                                      |        | 13 жов    | 10 жов     | —                 | 17 лис     |
| 4   | Люксембург        | 0 | 0 | 0 | 0 | 0  | 0  | 0  | 0 |                                      | 14 лис | 7 вер     | 4 вер      | —                 |            |

## Матчі
| 4 вересня 2025 20:45 |

| Люксембург | —                               | Північна Ірландія |
| ---------- | ------------------------------- | ----------------- |
|            | Протокол (FIFA) Протокол (UEFA) |                   |

|  |

| 4 вересня 2025 20:45 |

| Словаччина | —                               | Німеччина |
| ---------- | ------------------------------- | --------- |
|            | Протокол (FIFA) Протокол (UEFA) |           |

|  |

| 7 вересня 2025 20:45 |

| Люксембург | —                               | Словаччина |
| ---------- | ------------------------------- | ---------- |
|            | Протокол (FIFA) Протокол (UEFA) |            |

|  |

| 7 вересня 2025 20:45 |

| Німеччина | —                               | Північна Ірландія |
| --------- | ------------------------------- | ----------------- |
|           | Протокол (FIFA) Протокол (UEFA) |                   |

| Рейн Енергі Штадіон, Кельн |

| 10 жовтня 2025 20:45 (19:45 UTC+1) |

| Північна Ірландія | —                               | Словаччина |
| ----------------- | ------------------------------- | ---------- |
|                   | Протокол (FIFA) Протокол (UEFA) |            |

|  |

| 10 жовтня 2025 20:45 |

| Німеччина | —                               | Люксембург |
| --------- | ------------------------------- | ---------- |
|           | Протокол (FIFA) Протокол (UEFA) |            |

| Рейн-Некар-Арена, Зінсгайм |

| 13 жовтня 2025 20:45 (19:45 UTC+1) |

| Північна Ірландія | —                               | Німеччина |
| ----------------- | ------------------------------- | --------- |
|                   | Протокол (FIFA) Протокол (UEFA) |           |

|  |

| 13 жовтня 2025 20:45 |

| Словаччина | —                               | Люксембург |
| ---------- | ------------------------------- | ---------- |
|            | Протокол (FIFA) Протокол (UEFA) |            |

|  |

| 14 листопада 2025 20:45 |

| Люксембург | —                               | Німеччина |
| ---------- | ------------------------------- | --------- |
|            | Протокол (FIFA) Протокол (UEFA) |           |

|  |

| 14 листопада 2025 20:45 |

| Словаччина | —                               | Північна Ірландія |
| ---------- | ------------------------------- | ----------------- |
|            | Протокол (FIFA) Протокол (UEFA) |                   |

|  |

| 17 листопада 2025 20:45 (19:45 UTC+0) |

| Північна Ірландія | —                               | Люксембург |
| ----------------- | ------------------------------- | ---------- |
|                   | Протокол (FIFA) Протокол (UEFA) |            |

|  |

| 17 листопада 2025 20:45 |

| Німеччина | —                               | Словаччина |
| --------- | ------------------------------- | ---------- |
|           | Протокол (FIFA) Протокол (UEFA) |            |

| Ред Булл Арена, Лейпциг |